# Polyosma pancheri
Polyosma pancheri är en tvåhjärtbladig växtart som beskrevs av Henri Ernest Baillon. Polyosma pancheri ingår i släktet Polyosma och familjen Escalloniaceae. Inga underarter finns listade i Catalogue of Life.